# Marion van Laer-Uhlmann
Pour les articles homonymes, voir van Laer et Uhlmann.
Marion van Laer-Uhlmann (1905-2004) est une militaire engagée lors de la Seconde Guerre mondiale où elle fut très active en tant que conductrice de la Croix-Rouge suisse. Elle a été, à l'âge de 17 ans, l'une des premières femmes à obtenir le permis de conduire en Suisse.

## Biographie
Durant la Seconde Guerre mondiale, Marion van Laer-Uhlmann, originaire de Berthoud en Suisse, transporte des blessés et des réfugiés dans l'Ajoie. Elle se charge également de prisonniers internés dans le canton du Valais.
La fonction de conductrice n'est pas souvent exercée par une femme à l'époque car peu sont en possession d'un permis de conduire. Marion van Laer-Uhlmann est la deuxième femme du canton de Berne à obtenir son permis, en 1922. Âgée alors de 17 ans, elle l'acquiert, en étant mineure, grâce à une dérogation due à ses talents de conductrice.
En octobre 1938, elle fait partie des 300 femmes à s'inscrire comme conductrice de la Croix-Rouge. En mai 1940, elle effectue son premier service actif dans l'armée. Après avoir réquisitionné des voitures de tourisme, elle se déplace à Viège pour soigner des soldats malades et transporter des blessés.
Après la guerre, elle s'engage auprès de l'enfance en Allemagne et en Autriche. Elle accompagne ensuite, au départ de ces pays, des réfugiés des camps russes et aide à revenir en Suisse des agriculteurs enrôlés dans la guerre pour leur bétail et leurs biens.
Mère de deux fils, Marion van Laer-Uhlmann accueille pour quelques mois, en 1944, un jeune réfugié français dans sa famille. En 1948, elle entreprend avec succès des démarches pour qu'un écolier hongrois fréquente un gymnase suisse.
Elle poursuit ensuite sa carrière militaire en gravissant les échelons pour passer, en 1966, à la réserve en tant que commandante d'une colonne sanitaire du Service complémentaire féminin dans l'armée.